# پائولا پگوئنو
پائولا پگوئنو (به پرتغالی: Paula Pequeno) (زاده ۲۲ ژانویه ۱۹۸۲) بازیکن تیم ملی والیبال زنان برزیل است. پائولا در حال حاضر عضو فنرباغچه است.

## افتخارات

### فردی
- با ارزش‌ترین بازیکن - المپیک تابستانی ۲۰۰۸

### باشگاه‌های
- مدال برنز مسابقات قهرمانی باشگاه‌های جهان ۲۰۱۲ - با فنرباغچه
- مدال نقره جام ثهرمانان اروپا ۲۰۱۳ - با فنرباغچه